# Borgvattnet
Borgvattnet est un village de la municipalité de Ragunda, dans le nord de la Suède.